# 下大牧町
下大牧町（しもおおまきちょう）は、愛知県愛西市の地名。

## 地理
愛西市旧八開村南西部部に位置する。東は立石町・赤目町、西は海津市、南は塩田町、北は高畑町に接する。

### 学区
- 高等学校 - 尾張学区
- 中学校 - 愛西市立八開中学校[WEB 5]
- 小学校 - 愛西市立八輪小学校[WEB 5]

## 歴史

### 人口の変遷
国勢調査による人口の推移。
| 1995年（平成7年）  | 206人 |  |  |
| 2000年（平成12年） | 209人 |  |  |
| 2005年（平成17年） | 203人 |  |  |
| 2010年（平成22年） | 195人 |  |  |
| 2015年（平成27年） | 166人 |  |  |

### 世帯数の変遷
国勢調査による世帯数の推移。
| 1995年（平成7年）  | 43世帯 |  |  |
| 2000年（平成12年） | 46世帯 |  |  |
| 2005年（平成17年） | 46世帯 |  |  |
| 2010年（平成22年） | 48世帯 |  |  |
| 2015年（平成27年） | 45世帯 |  |  |

### 沿革
- 1889年（明治22年） - 合併に伴い、下大牧村が八輪村大字下大牧となる[1]。
- 1906年（明治39年） - 合併に伴い、八開村大字下大牧となる[1]。
- 2005年（平成17年） - 合併に伴い、愛西市下大牧町となる。

## 交通

### バス
- 愛西市巡回バス（2020年4月1日現在）[WEB 11]

|    | 停留所名 | ルート |
| -- | -------- | ------ |
| 80 | 下大牧町 | 八開   |

## 施設
- 真宗大谷派明光寺[1]
- 神明社[1]
- 白鬚社[1]

### WEB
1. ↑  “愛知県愛西市の町丁・字一覧”.   人口統計ラボ. 2021年8月9日閲覧。
2. ↑  総務省統計局 (2017年1月27日). “平成27年国勢調査の調査結果(e-Stat) - 男女別人口及び世帯数 －町丁・字等” (CSV). 2021年7月21日閲覧。
3. ↑  “愛知県愛西市の郵便番号一覧”.   日本郵便. 2022年1月3日閲覧。
4. ↑  “市外局番の一覧” (PDF).   総務省. 2022年1月3日閲覧。
5. 1 2  愛西市役所 教育委員会 学校教育課. “小・中学校”.   愛西市. 2021年8月9日閲覧。
6. 1 2  総務省統計局 (2014年3月28日). “平成7年国勢調査の調査結果(e-Stat) - 男女別人口及び世帯数 －町丁・字等” (CSV). 2021年7月20日閲覧。
7. 1 2  総務省統計局 (2014年5月30日). “平成12年国勢調査の調査結果(e-Stat) - 男女別人口及び世帯数 －町丁・字等” (CSV). 2021年7月20日閲覧。
8. 1 2  総務省統計局 (2014年6月27日). “平成17年国勢調査の調査結果(e-Stat) - 男女別人口及び世帯数 －町丁・字等” (CSV). 2021年7月21日閲覧。
9. 1 2  総務省統計局 (2012年1月20日). “平成22年国勢調査の調査結果(e-Stat) - 男女別人口及び世帯数 －町丁・字等” (CSV). 2021年7月21日閲覧。
10. 1 2  総務省統計局 (2017年1月27日). “平成27年国勢調査の調査結果(e-Stat) - 男女別人口及び世帯数 －町丁・字等” (CSV). 2021年7月21日閲覧。
11. ↑  愛西市. “愛西市巡回バス”. 2024年4月9日閲覧。

### 書籍
1. 1 2 3 4 5 6 7  「角川日本地名大辞典」編纂委員会 1989, p. 1892.